# Internacia Fervojista Esperanto-Federacio
Internacia Fervojista Esperanto-Federacio (forkortet IFEF eller I.F.E.F.) er en verdensomspændende forening for jernbaneansatte esperantotalende. Den blev grundlagt i 1948 og følger i fodsporene på sin forgænger IAEF, som startede i 1909. IFEF er registreret som fagsektion inden for verdensesperantoforeningen UEA siden 1953 og er ligeledes medlem af FISAIC (den internationale kulturforbund for jernbaneansatte). IFEFs mål er at udbrede kendskabet til og brugen af esperanto blandt administrationer, firmaer og ansatte med relation til jernbaner. Foreningens motto er: ’Skinner forbinder landene, esperanto forbinder folkene’.

## Historie
Starten var en meddelelse i UEAs blad Esperanto i marts 1909 indsat af de franske jernbanemand Armand Berlande. Som følge af denne notits blev Internacia Asocio de Esperanto-Fervojistoj (IAEF) grundlagt under den 5. UEA-kongres i Barcelona i september samme år. Den nye forening udgav bladet Fervojista Esperantisto og havde en del aktiviteter.I denne periode var der mange lovende forsøg med ordbogsarbejde, udgivelse af magasiner og i det hele taget praktisk anvendelse af sproget. Der var ikke mange personlige, fysiske møder, kun ved IAEF-møder under de årlige UEA-kongresser.
Efter 2. Verdenskrig blev Internacia Fervojista Esperanto-Federacio grundlagt under SAT-kongressen i Amsterdam den 4. august 1948 og genoptog IAEFs målsætning og arbejde. I maj 1949 blev den første kongres afholdt med 149 deltagere fra 8 lande, og her blev det bestemt, at ud over møderne på UEAs kongresser ville man årligt holde sin egen kongres med fagligt, kulturelt og udflugtsprogram.

## Foreningsblad
IFEF udgiver bladet Internacia Fervojisto, og her kan man læse om f.eks.:
- IFEFs aktiviteter
- jernbanenyheder fra hele verden
- information om kommende arrangementer
- rapporter om tidligere kongresser

En del af IFEFs landsforeninger udgiver eget blad.

## Ordbogsarbejde
IFEF deltager i RailLex. Arbejdet består i oversættelse af mere end 16.000 jernbaneterminer til så mange sprog som muligt i UICs (den internationale jernbane-union) ordbog. Esperanto findes mellem ca. 20 andre sprog og er et af de mest komplette afsnit, fordi man i IFEF året rundt arbejder i en international gruppe, pr. mail eller på fysiske møder.

## IFEFs landsforeninger
- Belgien: Belga Esperanto Fervojista Asocio (BEFA)
- Bulgarien: Bulgara Fervojista Sekcio de Bulgara Esperanto-Asocio
- Danmark: Dana Esperantista Fervojista Asocio (DEFA)
- Frankrig: Franca Fervojista Esperanto-Asocio (FFEA)
- Italien: Itala Fervojista Esperanto-Asocio (IFEA)
- Japan: Japana Esperantista Ligo Fervojista (JELF)
- Jugoslavien (tidligere: Jugoslavia Asocio de Fervojistoj-Esperantistoj (JAFE), nu Serba Asocio de Fervojistoj
- Kina: Ĉina Fervojista Esperanto-Asocio (ĈFEA)
- Kroatien: Kroata Fervojista Esperanto-Asocio (KFEA)
- Norge: Norvega Esperantista Fervojista Asocio (NEFA)
- Polen: Pola Esperantista Fervojista Asocio (PEFA)
- Rumænien: Rumana Esperanto Fervojista Asocio (REFA)
- Serbien: Serba Asocio de Fervojistoj
- Slovakiet: Slovaka Asocio de Fervojistoj Esperantistoj (SAFE)
- Slovenien: Fakkomitato de Fervojistaj Esperantistoj en Slovenio
- Spanien: Hispana Esperanto Fervojista Asocio (HEFA)
- Tjekkiet: Ĉeĥa Fervojista Esperanto-Asocio
- Tyskland: Germana Esperanta Fervojista Asocio (GEFA)
- Ungarn: Hungara Fervojista Esperanto-Asocio (HFEA)
- Østrig: Aŭstria Fervojista Esperanto-Federacio (AFEF)

## Kongresser
IFEF-kongresser foregår hvert år, altid i forskellige lande. De seneste kongresser:
- 2019 i Málaga,  Spanien
- 2018 i Wrocław,  Polen
- 2017 i Colmar,  Frankrig[4],[5]
- 2016 i Varna,  Bulgarien
- 2015 i Kunming,  Kina
- 2014 i San Benedetto del Tronto,  Italien[6],[7],[8]
- 2013 i Artigues-près-Bordeaux,  Frankrig
- 2012 i Herzberg am Harz,  Tyskland
- 2011 i Liberec,  Tjekkiet
- 2010 i Sofia,  Bulgarien
- 2009 i Trieste,  Italien
- 2008 i Poznan,  Polen
- 2007 i Paris,  Frankrig
- 2006 i Shanghai,  Kina
- 2005 i Brașov,  Rumænien
- 2004 i Sopron,  Ungarn
- 2003 i Dresden,  Tyskland
- 2002 i Plovdiv,  Bulgarien
- 2001 i Tábor,  Tjekkiet
- 2000 i Budapest,  Ungarn
- 1999 i Le Mans,  Frankrig
- 1998 i Aalborg,  Danmark[9]